# Јулија Гергес
Јулија Гергес (њем. Julia Görges, р. 2. новембра 1988. у Бад Олдеслу) је професионална њемачка тенисерка. Почела је да игра тенис када је имала шест година. Њен најбољи пласман на ВТА листи је 15. мјесто, на коме се први пут нашла 5. марта 2012, а њен најбољи пласман у конкуренцији парова је 31. мјесто. Освојила је двије титуле у појединачној конкуренцији и три титуле у конкуренцији парова.

## Приватни живот
Јулија Гергес је рођена у Бад Олдеслу. Њени родитељи су Клаус и Инга Гергес, и обоје раде у осигурању. Има старију полусестру, Мајке, која такође ради у осигурању. Почела је да игра тенис са пет година, када су родитељи почели да је воде у мјесни клуб. Њен идол у дјетињству је била Мартина Хингис, а такође је обожавалац Роџера Федерера. Њен тренер је Саша Ненсел, бивши тренер њемачког тенисера Николе Кифера. Њена омиљена подлога је трава, а омиљени турнир Отворено првенство Аустралије.

## ВТА финала

### Појединачно: 4 (2–2)
| Легенда                        |
| ------------------------------ |
| Гренд слем турнири (0–0)       |
| Завршна првенства сезоне (0–0) |
| Обавезни Премијер (0–0)        |
| Премијер 5 (0–0)               |
| Премијер (1–1)                 |
| Међународни (1–1)              |

#### Побједе
| Бр. | Датум           | Турнир      | Подлога         | Противница у финалу | Резултат у финалу |
| --- | --------------- | ----------- | --------------- | ------------------- | ----------------- |
| 1.  | 25. јул 2010.   | Бад Гаштајн | Шљака           | Тимеа Бачински      | 6–1, 6–4          |
| 2.  | 24. април 2011. | Штутгарт    | Шљака (дворана) | Каролина Возњацки   | 7–6(7–3), 6–3     |

#### Порази
| Бр. | Датум             | Турнир     | Подлога         | Противница у финалу | Резултат у финалу |
| --- | ----------------- | ---------- | --------------- | ------------------- | ----------------- |
| 1.  | 24. октобар 2010. | Луксембург | Бетон (дворана) | Роберта Винчи       | 3–6, 4–6          |
| 2.  | 25. фебруар 2012. | Дубаи      | Тврда           | Агњешка Радвањска   | 5–7, 4–6          |

### Парови: 8 (3–5)
| Легенда                        |
| ------------------------------ |
| Гренд слем турнири (0–0)       |
| Завршна првенства сезоне (0–0) |
| Обавезни Премијер (0–0)        |
| Премијер 5 (0–0)               |
| Премијер (0–0)                 |
| Међународни (3–5)              |

#### Побједе
| Бр. | Датум               | Турнир     | Подлога         | Партнер             | Противница у финалу                | Резултат у финалу |
| --- | ------------------- | ---------- | --------------- | ------------------- | ---------------------------------- | ----------------- |
| 1.  | 20. јул 2009.       | Порторож   | Бетон           | Владимира Ухлиржова | Камиј Пен Клара Закопалова         | 6–4, 6–2          |
| 2.  | 2. август 2010.     | Копенхаген | Бетон (дворана) | Ана-Лена Гренефелд  | Виталија Дјаченко Татјана Пучек    | 6–4, 6–4          |
| 3.  | 26. септембар 2010. | Сеул       | Бетон           | Полона Херцог       | Натали Грандин Владимира Ухлиржова | 6–3, 6–4          |

#### Порази
| Бр. | Датум             | Турнир      | Подлога         | Партнер            | Противница у финалу               | Резултат у финалу     |
| --- | ----------------- | ----------- | --------------- | ------------------ | --------------------------------- | --------------------- |
| 1.  | 27. јул 2009.     | Истанбул    | Бетон           | Пати Шнидер        | Луција Храдецка Рената Ворачова   | 6–2, 3–6, [10–12]     |
| 2.  | 12. јул 2010.     | Палермо     | Шљака           | Џил Крејбас        | Алберта Бријанти Сара Ерани       | 4–6, 1–6              |
| 3.  | 17. јул 2011.     | Бад Гаштајн | Шљака           | Јармила Гајдошова  | Ева Бирнерова Луција Храдецка     | 6–4, 2–6, [10–12]     |
| 4.  | 16. октобар 2011. | Линц        | Бетон (дворана) | Ана-Лена Гренефелд | Марина Ераковић Јелена Веснина    | 5–7, 1–6              |
| 5.  | 7. јануар 2012.   | Окланд      | Бетон           | Флавија Пенета     | Андреа Хлавачкова Луција Храдецка | 7–6(7–2), 2–6, [7–10] |

## Учешће нагренд слемтурнирима

### Појединачно
| Година | Отворено првенство Аустралије | Отворено првенство Аустралије | Ролан Гарос | Ролан Гарос     | Вимблдон | Вимблдон        | Отворено првенство САД | Отворено првенство САД |
| ------ | ----------------------------- | ----------------------------- | ----------- | --------------- | -------- | --------------- | ---------------------- | ---------------------- |
| 2007.  | —                             | —                             | —           | —               | —        | —               | 1. коло                | Жистин Енен            |
| 2008.  | —                             | —                             | —           | —               | 2. коло  | Марина Ераковић | 1. коло                | Северин Белтрам        |
| 2009.  | 1. коло                       | Ана Ивановић                  | 1. коло     | Ивета Бенешова  | 1. коло  | Јелена Јанковић | 1. коло                | С. Кузњецова           |
| 2010.  | 2. коло                       | К. Возњацки                   | 2. коло     | Серена Вилијамс | 1. коло  | Марион Бартоли  | 2. коло                | Јанина Викмајер        |
| 2011.  | 3. коло                       | Марија Шарапова               | 3. коло     | Марион Бартоли  | 3. коло  | Д. Цибулкова    | 3. коло                | Шуај Пенг              |
| 2012.  | 4. коло                       | А. Радвањска                  |             |                 |          |                 |                        |                        |